# Anna Saska
Anna Saska (ur. 23 grudnia 1544, zm. 18 grudnia 1577) – księżniczka Saksonii, przez małżeństwo księżna Oranii. Jedna z najbogatszych dziedziczek ówczesnej Europy.

## Wczesne lata
Anna Saska urodziła się 23 grudnia 1544 roku jako drugie dziecko i jedyna córka Maurycego, elektora Saksonii i jego żony Agnieszki Heskiej, najstarszej córki Filipa Wielkodusznego, landgrafa Hesji. Po przedwczesnej śmierci swojego
brata Alberta w 1546 roku Anna została jedynym dzieckiem swoich rodziców i była szczególnie rozpieszczana przez matkę. Jedno z jej ramion było zdeformowane i widocznie kulała.
11 lipca 1553 roku ojciec Anny zmarł pozostawiając elektorat swojemu młodszemu bratu Augustowi (1526–1586). Matka Anny dwa lata później wyszła za mąż za księcia Saksonii Jana Fryderyka II (1529–1595). Przez ten czas Anna przebywała na dworze ojczyma. 4 listopada 1555 roku w sześć miesięcy po zawarciu drugiego małżeństwa Agnieszka Heska zmarła wskutek poronienia jedynego dziecka z księciem Saksonii. Jedenastoletnia sierota powróciła na drezdeński dwór gdzie została gościnnie przyjęta przez swoich najbliższych krewnych – wuja i jego żonę Annę Duńską. Była opisywana jako dumne, niepokorne i uparte dziecko, przy czym jednak była ceniona za inteligencję i żarliwą pobożność.
W swoim czasie była najbogatszą dziedziczką w Niemczech. W 1556 Eryk syn króla Szwecji Gustawa Wazy poprosił księcia Saksonii o jej rękę i został odrzucony, a w dwa lata później to samo zrobił Wilhelm I Orański. Oprócz niewątpliwych korzyści majątkowych małżeństwo z Anną przyniosłoby jej przyszłemu mężowi bliskie powiązania z protestanckimi elektorami Niemiec na czym bardzo obu kandydatom zależało. Jej dziadek ze strony matki, Filip, landgraf Hesji, sprzeciwiał się temu małżeństwu z dwóch powodów. Po pierwsze Wilhelm Orański miał już męskiego dziedzica, co automatycznie osłabiało pozycję jego ewentualnego potomstwa z Anną, a po drugie jako córka potężnego saskiego elektora, Anna mogła poślubić kogoś o znacznie wyższej pozycji i urodzeniu. Dochodziła jeszcze kwestia niepewności związanej z tym co stałoby się z córką elektora i jej dziećmi w przypadku śmierci Wilhelma, który w owym czasie był zaledwie księciem Oranii i nosił ten tytuł jako pierwszy z rodziny, otrzymawszy go na skutek pokrewieństwa z poprzednim władcą. Wroga postawa landgrafa opóźniła zawarcie małżeństwa o rok. Ostatecznie jednak faktem, który przychylił się do przyjęcia kandydatury Wilhelma było to, że mógł się stać cennym sprzymierzeńcem dla protestanckich władców Niemiec i wesprzeć ich sprawę holenderskimi środkami.

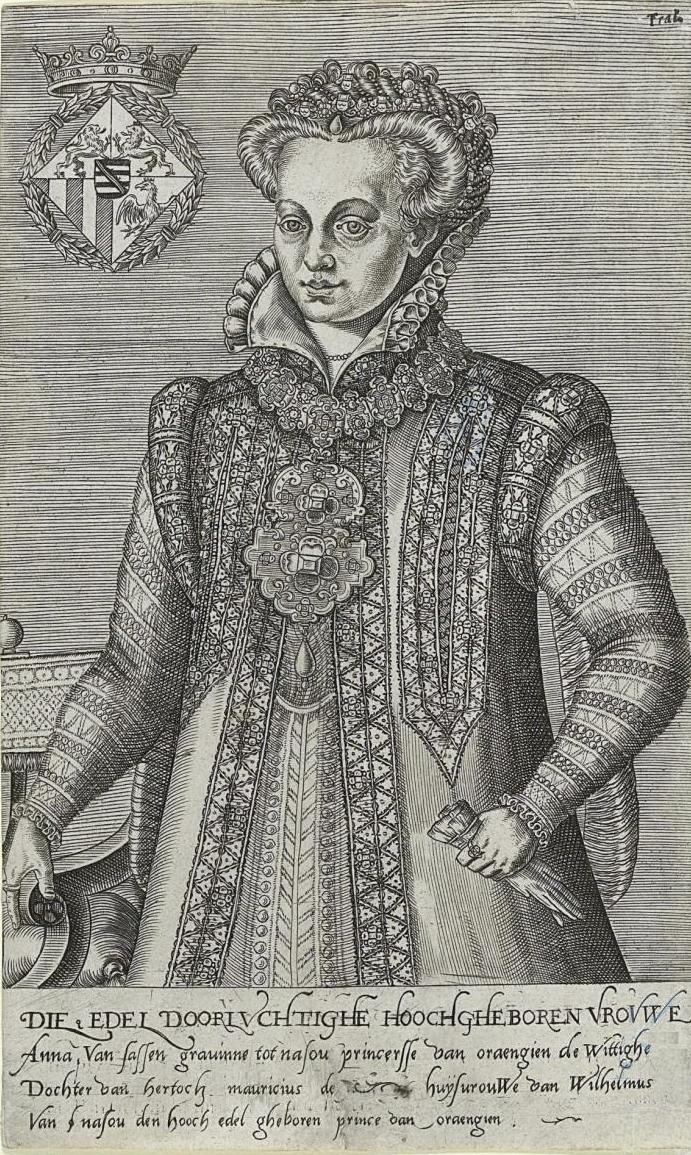
Anna of Saxony–Engraving by Abraham de Bruyn (1566)

## Małżeństwo z Wilhelmem I Orańskim
2 czerwca 1561 roku w Torgau podpisano kontrakt małżeński. Posag Anny opiewał na ogromną sumę 100 tysięcy talarów. Ślub miał miejsce 24 sierpnia tego samego roku w Lipsku, a 1 września Wilhelm Orański wraz ze swoją młodą żoną wyruszyli do Niederlandów.
Już w kilka miesięcy po ślubie pomiędzy księżną a jej małżonkiem zaczęły narastać trudności. Anna prowadziła korespondencję ze swoim wujem, który doradzał Wilhelmowi aby nieco bardziej popracował w kierunku zadowolenia jej. Oboje usiłowali położyć kres plotkom o swoim rzekomo nieszczęśliwym małżeństwie. Od 1565 roku na każdym znaczącym niemieckim dworze wiedziano o niedobraniu książęcej pary. Elektor August próbował zachować twarz twierdząc, że brat Wilhelma, Ludwik, działa na niekorzyść Anny. W 1566 roku Wilhelm ostatecznie wypowiedział się na temat kłótliwego usposobienia żony w listach do jej wuja Augusta i brata matki, landgrafa Hesji-Kassel Wilhelma IV.
Po śmierci pierwszego syna książęcej pary – Maurycego w 1566 roku, Anna po raz pierwszy zapadła na depresję i pojawiły się u niej myśli samobójcze. Usiłowała także ukoić swoją żałobę spożywaniem ogromnych ilości alkoholu.
W 1567 roku Wilhelm zaczął gromadzić wojska i okręty celem zorganizowania powstania w należących do Habsburgów Niderlandach, wysyłając żonę do Dillenburga, niemieckiej siedziby swojego rodu. 14 listopada 1567 roku wydała na świat syna, któremu (na cześć swojego ojca i pierworodnego) nadała na imię Maurycy. Wiadomość o narodzeniu syna dotarła do oblegającego Burgundię Wilhelma w połowie stycznia 1568 roku, po tym jak w grudniu roku poprzedniego wszystkie jego ziemie i posiadłości w Niderlandach zostały przejęte przez króla Hiszpanii.
Kiedy 15 sierpnia 1568 roku Wilhelm ponownie wkroczył do Brabancji celem wznowienia wojny przeciwko Hiszpanom, będąca wówczas ponownie w ciąży Anna postanowiła opuścić Dillenburg wraz z całym swym dworem (liczącym wówczas około 43 osób), by oddalić się od niechętnej sobie matki Wilhelma i zamieszkać w Kolonii. Dwójka jej dzieci, Anna i Maurycy, została zabrana przez jej teściową do Braunfels aby uniknąć rozprzestrzeniającej zarazy. W następnym roku, mimo zażartej wojny z księżną-wdową, była w stanie sprowadzić do siebie dzieci. Jej córka Emilia przyszła na świat 10 kwietnia 1569 roku w Kolonii.
4 marca 1569 roku Anna spotkała się z mężem w Mannheim, gdzie Wilhelm był zmuszony schronić się po upadku powstania przeciwko rządom księcia Alby i Filipa II, króla Hiszpanii. W kilka miesięcy później opuścił Niemcy śpiesząc ze wsparciem francuskim hugenotom, którzy w owym czasie walczyli w obronie swojej wiary. Odkąd Wilhelm nie był w stanie zapewnić bytu swojej rodzinie, Anna była zmuszona poszukać innych źródeł wsparcia. Rozważała zarówno przekonanie księcia Alby do zwrócenia jej skonfiskowanych dóbr męża, jak i sprzedania za 12 tysięcy guldenów wciąż należących doń zamków w Diez lub Hadamar. Oznaczałoby to niebywałą stratę dla dynastii z Nassau, przez co Anna stała się poważnym zagrożeniem dla swojej rodziny.
By przeforsować swoje prawa opłaciła pod koniec stycznia 1569 roku usługi zdolnego prawnika Jan Rubensa, ojca malarza Petera Paula Rubensa, który rok wcześniej został zmuszony do ucieczki z Antwerpii z powodu swego kalwinizmu i znalazł schronienie w Kolonii. Proces rozpoczął się w styczniu 1570 roku i miał na celu podjęcie działań fiskalnych zmierzających do przywrócenia posiadłości rodu Nassau w Niderlandach.

## Romans
Anna ponownie spotkała się ze swoim mężem w maju 1570 w Butzbachu by omówić kwestie finansowe oraz inne równie istotne sprawy. W czerwcu 1570 roku para książęca przeniosła się na kilka tygodnie do Siegen, gdzie osiadła z trójką swoich dzieci. To właśnie tam Anna nawiązała romans ze swoim prawnikiem Johannesem Ruebensem, .
Podczas świątecznego zawieszenia walk trwającego od 24 do 26 grudnia Wilhelm ponownie odwiedził swoją rodzinę. To spotkanie najwidoczniej musiało dobrze wpłynąć na jego żonę, ponieważ zdołał ją przekonać do przybycia w styczniu 1571 roku do Dillenburga, gdzie zgodziła się zrzec, przynajmniej na jakiś czas, płatności ze swego posagu. Po raz kolejny była brzemienna, tym razem za sprawą kochanka. Wilhelm oskarżył ją o cudzołóstwo i od tej pory zaczął planować separację.
Rubens często znajdował się w otoczeniu Anny jako jej doradca, nieformalny skarbnik i prawnik, przez co był podejrzany o utrzymywanie cudzołożnych stosunków ze swoją panią pomiędzy 7 a 10 marca 1571 roku. Został aresztowany poza obrębem murów miejskich Siegen, gdzie zmierzał usiłując się z nią zobaczyć. Poddawano go przesłuchaniu mającemu dostarczyć wiarygodnych zeznań, podczas gdy Anna również znalazła się w krzyżowym ogniu pytań – postawiono jej ultimatum: albo wyzna prawdę, albo Rubens zostanie stracony. 26 marca 1571 roku księżna przyznała się do winy, a 22 sierpnia na świat przyszło jej ostatnie dziecko Krystyna. Na podstawie tych zarzutów, Wilhelm Orański nie uznał jej za swoje dziecko i córka jego żony otrzymała nazwisko van Dietz. 14 grudnia 1571 roku Anna została zmuszona do podpisania ostatecznej zgody na separację z mężem. Dodatkowo Wilhelm Orański nie był skłonny płacić jej alimentów.

## Uwięzienie i śmierć
We wrześniu 1572 roku Anna złożyła skargę przed Sąd Rzeszy celem odzyskania prawa do posagu. W tym samym czasie jej hescy i saksońscy krewni planowali zamienić zamek Beilstein w więzienie, pojmać ją i osadzić w nim za cudzołóstwo. 1 października 1572 roku przybyła tam wraz ze swoją najmłodszą córką Krystyną, a w trzy lata później została jej ona odebrana.
W marcu tego samego roku, chociaż ich rozwód nie został jeszcze przeprowadzony, rozeszły się pierwsze wieści o zbliżającym się ponownym ożenku Wilhelma. Jego wybranką była opatka Jouarre, Charlotta de Burbon, córka Ludwika III Burbona, księcia Montpensier i jego pierwszej żony Jakobiny de Longwy. Oburzeni tą wiadomością, niektórzy z krewnych Anny domagali się zwrotu kosztownych prezentów ślubnych, pomimo jej rzekomej niewierności. Jej wuj August również domagał się od Wilhelma, którego nazywał obecnie „Przywódcą wszystkich łotrzyków i rebeliantów”, jednego z hrabstw znajdujących się w posiadaniu Nassauczyka, Hadamaru lub Diezu. Twierdził również, że małżeństwo księcia nie zostało jeszcze legalnie zakończone i z tego powodu nie ma prawa do ponownego ożenku ani przejęcia majątku małżonki. Składając zeznania przed Sądem Rzeszy Anna nie przyznała się do zdrady męża, a nawet gdyby to zrobiła, to posiadała dowód na to, że Wilhelm złamał ich kontrakt małżeński. Elektor nakazał również natychmiastowe przekazanie bratanicy pod swoją kuratelę i odesłanie jej do Saksonii.
Kiedy w grudniu 1575 roku Anna dowiedziała się o swoim nadchodzącym przeniesieniu do Saksonii, usiłowała popełnić samobójstwo. Po długim pobycie w Zeitz, została przewieziona do Drezna w grudniu następnego roku. Okna jej pokoju były zamurowane i dodatkowo wzmocnione żelaznymi prętami. W drzwiach znajdował się zamykany od zewnątrz kwadratowy otwór, przez który podawano jej pożywienie i wodę, a za nimi znajdowała się solidna żelazna krata, właściwie uniemożliwiająca wszelkie szanse na ucieczkę.
Od maja 1577 roku Anna cierpiała na ustawiczne krwotoki. Zmarła 18 grudnia tego roku na krótko przed swoimi trzydziestymi trzecimi urodzinami. Została pochowana w pobliżu swoich przodków w kaplicy Książęcej w katedrze św. Jana i Donata w Miśni.